# Galemys semseyi
Galemys semseyi — вимерлий вид ссавців з триби хохуль родини кротових (Talpidae). Типовим зразком є нижня щелепа (фрагмент нижньої щелепи з pm4–m3); місце зберігання: Музей геології Угорщини.